# マニー・フェルナンデス (プロレスラー)
"ザ・レイジング・ブル" マニー・フェルナンデス（"The Raging Bull" Manny Fernandez、本名：Emmanuel Fernández、1954年7月27日 - ）は、アメリカ合衆国の元プロレスラー。テキサス州エルパソ出身のメキシコ系アメリカ人。
日本では「マニー・ヘルナンデス」と表記される場合もあるが、スペリングの通り、本項では原音に近い表記を使用する。

## 来歴
少年期にエルパソからカリフォルニア州のサンノゼに移住し、ハイスクール時代はアメリカンフットボールとレスリングで活動。大学入学前にUSネイビーシールズに入隊し、ベトナム戦争に従軍。除隊後はウエスト・テキサス州立大学にてフットボールを再開し、NFLのカンザスシティ・チーフスにも所属していたが、当時テキサス州アマリロでプロレス団体（NWAウエスタン・ステーツ・スポーツ）を運営していたザ・ファンクス、ディック・マードック、ブラックジャック・マリガンと邂逅、彼らに触発されてプロレスラーとなる。
1977年のデビュー後はアマリロ地区を経て、エディ・グラハムが主宰するフロリダのCWFを主戦場に、メキシコ系アメリカ人のベビーフェイスとして活躍。キラー・カーン、ドン・ムラコ、バグジー・マグロー、レロイ・ブラウン、スーパー・デストロイヤー、ニコライ・ボルコフ、ディック・スレーター、ミスター・サイトーらと抗争を繰り広げ、1979年10月にはテリー・ファンクからNWAフロリダ・ヘビー級王座を、1981年にはバロン・フォン・ラシクから同TV王座を奪取した。
1981年下期からは故郷のテキサスに戻り、サンアントニオを本拠地とするサウスウエスト・チャンピオンシップ・レスリングに参戦。旧敵スレーターを相手にサウスウエスト・ヘビー級王座を争い、10月4日にはケン・パテラを破ってテキサス・ブラスナックル王座を獲得している。タッグでは同じメキシコ系のチャボ・ゲレロとコンビを組み、ジノ・ヘルナンデス&タリー・ブランチャードのダイナミック・デュオと世界タッグ王座を争った。その後は中西部のNWAセントラル・ステーツ地区に入り、1982年9月16日にロジャー・カービーからフラッグシップ・タイトルのセントラル・ステーツ・ヘビー級王座を奪取、翌年2月10日にデューイ・ロバートソンに敗れるまで戴冠した。
1983年8月、全日本プロレスの『スーパー・パワー・シリーズ』に初来日。来日が待たれていた「まだ見ぬ強豪」の一人として注目されたものの、テリー・ファンクの引退試合に話題が集中し、ファンクス、スタン・ハンセン、ブルーザー・ブロディ、キラー・トーア・カマタ、同じく初来日のテリー・ゴディなど豪華メンバーが集結した同シリーズにおいては大きな印象を残すことはできなかった。
1984年からはジム・クロケット・ジュニアが運営するノースカロライナのNWAミッドアトランティック地区に定着。フロリダ時代からの盟友ダスティ・ローデスのパートナーとなり、同年10月20日にイワン・コロフ&ドン・カヌードルから同地区認定のNWA世界タッグ王座を奪取。11月28日にはブラック・バートを破りブラスナックル王座も獲得した。その後はアーン・アンダーソンやワフー・マクダニエルとの抗争を経て、1986年よりヒールに転向。ポール・ジョーンズをマネージャーにリック・ルードとタッグチームを結成し（入場テーマ曲はクイーンの『ウィ・ウィル・ロック・ユー』）、12月6日にロックンロール・エクスプレスを破り再びNWA世界タッグ王座を獲得。ロード・ウォリアーズとも同王座を巡る抗争を展開した。
NWA離脱後の1987年10月、新日本プロレスに初参戦。帰国後の11月2日にはテネシー州メンフィスのCWAにて、ビル・ダンディーからCWAインターナショナル・ヘビー級王座を奪取している。CWAではヘクター・ゲレロをパートナーに、ジェリー・ローラーやジェフ・ジャレットとも対戦した。日本では新日本プロレスの常連外国人選手となり、1988年7月の来日からはバズ・ソイヤーとのコンビで活躍。1989年12月31日には新日本が主催した旧ソビエト連邦のモスクワでの興行に出場、サルマン・ハシミコフの母国凱旋試合の相手を務めた。
1980年代終盤は末期のAWA、1990年代初頭はプエルトリコのWWCで活動。WWCではインベーダー1号を破り、1990年1月13日にプエルトリコ・ヘビー級王座、1991年9月に北米ヘビー級王座をそれぞれ獲得している。1992年と1993年にはケンドー・ナガサキが主宰していたNOWに来日、上田馬之助のパートナーを務めた。
セミリタイア後はベテランのジョバーとしてWCWのTVテーピングに出場。トレーナーとなって後進の育成にも携わり、ネルソン・エラーゾ（ホミサイド）やロン・キリングス（K・クイック、R・トゥルース）などがフェルナンデスの指導のもとデビューを果たした。引退後はかつての主戦場ノースカロライナに居住、各地のインディー団体にも単発出場している。

## 得意技
- フライング・ブリトー（フライング・フォアアーム・スマッシュ）
- クロス・ボディ
- エルボー・ドロップ

## 獲得タイトル
チャンピオンシップ・レスリング・フロム・フロリダ
- NWAフロリダ・ヘビー級王座：1回[6]
- NWAフロリダTV王座：1回[7]

セントラル・ステーツ・レスリング
- NWAセントラル・ステーツ・ヘビー級王座：1回[11]

ミッドアトランティック・チャンピオンシップ・レスリング
- NWAブラスナックル王座（ミッドアトランティック版）：1回[14]
- NWA世界タッグ王座（ミッドアトランティック版）：2回（w / ダスティ・ローデス、リック・ルード）[13]

サウスウエスト・チャンピオンシップ・レスリング
- SCWテキサス・ブラスナックル王座：1回[9]
- SCWサウスウエスト・ヘビー級王座：2回[8]
- SCW世界タッグ王座：1回（w / チャボ・ゲレロ）[10]

コンチネンタル・レスリング・アソシエーション
- CWAインターナショナル・ヘビー級王座：1回[17]

ワールド・レスリング・カウンシル
- WWCプエルトリコ・ヘビー級王座：1回[21]
- WWC北米ヘビー級王座：1回[22]

オール・プロ・レスリング
- APWユニバーサル・ヘビー級王座：1回[2]